# Skyderierne i Midi-Pyrénées 2012
Skyderierne i Midi-Pyrénées 2012 (også kaldet Toulouse-skyderierne) var tre pistol-angreb mod franske soldater og jødiske civile i byerne Montauban og Toulouse i Midi-Pyrénées-regionen i Frankrig. I alt blev syv dræbt foruden gerningsmanden og fem andre såret, heraf fire alvorligt.
Det første angreb fandt sted den 11. marts, da en muslimsk-fransk faldskærmssoldat, sergent Imad Ibn-Ziaten, blev skudt og dræbt udenfor et fitnesscenter i Toulouse. Det andet angreb fandt sted den 15. marts 2012, hvor to uniformerede soldater, korporal Abel Chennouf og menig Mohamed Legouad, blev dræbt og en tredje alvorligt såret uden for et indkøbscenter i Montauban. Den 19. marts 2012 fandt endnu et angreb sted på Ozar Hatorah-skolen, hvor fire, de tre børn, blev dræbt. Pistolmanden flygtede på en scooter. Efter det tredje skyderi hævede Frankrigs regering, via Vigipirate, landets terroralarm i Midi-Pyrénées-regionen, samt i et par omkringliggende departementer, til det højeste mulige niveau. FN, mange regeringer rundt om i verdenen og det "Franske råd for den muslimske tro" fordømte angrebene.
Politiet identificerede gerningsmanden som Mohammed Merah (arabisk: محمد مراح), en 23-årig fransk muslim, som tidligere var småkriminel. Merahs motiv var at angribe den franske hær for dens deltagelse i krigen i Afghanistan og for at hævne drabene på palæstinensiske børn, begået af israelske styrker i Gaza og på Vestbredden. Ifølge franske efterforskere blev han hvervet til salafismen, mens han sad i fængsel; han blev yderligere radikaliseret efter to rejser til Afghanistan og Pakistan. Nogle kilder har også citeret, Merahs familiære forbindelser til al-Qaeda som en faktor til at han blev radikal jihadist. Merah blev angiveligt skilt fra sin kone få dage før skyderierne. Merah havde også haft psykiske problemer, som blev citeret af Bernard Squarcini, lederen af den franske indenlandske efterretningstjeneste, som værende en faktor i skyderierne. Merah filmede drabene og lavede en video med musik, samt oplæsninger fra Koranen. Merah sagde at han var en islamisk kriger og hævdede at have bånd til terrorgruppen al-Qaeda. Hans, forbindelser til Al-Qaeda er dog fortsat ikke blevet bevist, og betvivles af de franske myndigheder. Frankrigs præsident Nicolas Sarkozy udtalte senere at "Den islamiske tro intet, har at gøre med de vanvittigt motiver for denne mand". Merah ringede til det franske tv-show France 24 og fortalte, at handlingerne var nødvendige for at opretholde æren i Islam. Efter en 30 timer lang belejring fra 22. marts 2012 blev Mohamed Merah dræbt i en ildkamp med de franske specialstyrker, RAID. Mohamed Merahs bror Abdelkader blev anholdt og sigtet for medvirken til drabene.

## Angrebene
Skyderierne var forbundet med og begået af Mohammed Merah. Myndighederne fastslog at alle angrebene var begået med den samme kaliber .45 pistol. I alle tre angreb anvendte gerningsmanden den samme stjålne scooter.

### 11. marts: Faldskærmssoldaten i Toulouse
Den 11. marts blev sergent Imad Ibn-Ziaten, en 30-årig faldskærmssoldat (ikke i tjeneste) fra det 1. franske luftbårne logistik-regiment (fransk: 1er régiment du train parachutiste) dræbt, skudt i hovedet på klos hold uden for et fitnesscenter i Toulouse. På tidspunktet, ventede Ibn-Ziaten på at møde nogen, som hævdede at være interesseret i at købe en motorcykel fra ham; derfor er der mistanke om at det var den formodede køber som angreb ham. Gerningsmanden var iført en hjelm på en motorcykel.
Familien fik Ibn-Ziaten begravet i hans hjemby M'diq i Marokko.

### 15. marts: To soldater i Montauban
Torsdag den 15. marts omkring kl. 2:00 blev to uniformerede soldater dræbt og én alvorligt såret uden for et indkøbscenter i Montauban omkring 50 km nord for Toulouse, mens de var ved at hæve penge fra en pengeautomat. Det var alle tre fra det 17. luftbårne ingeniør-regiment (fransk: 17e régiment du génie parachutiste), hvis kaserne ligger tæt på byen. Korporal Abel Chennouf, 24, og menig Mohamed Legouad, 26, begge af nordafrikansk oprindelse, blev dræbt. Korporal Loïc Liber, 28, fra Guadeloupe, kom senere på hospitalet, i koma. Morderen var på en scooter og iført en sort hjelm, ifølge overvågningskameraer. Det blev rapporteret at en ældre kvinde, som var ved at hæve penge fra pengeautomaten, blev skubbet væk af morderen før han tog sigte.

### 19. marts: Ozar Hatorah-skolen i Toulouse

#### Baggrund
Ozar Hatorah-skolen i Toulouse er en del af en national kæde på tyve jødiske skoler i hele Frankrig, som underviser børn af primært sefardisk, mellemøstlig og nordafrikansk afstamning. Skolen er en folkeskole og et gymnasium, og de fleste af børnene er i aldersgruppen fra 11 til 17 år. Det, er dog også et transportknudepunkt for andre skoler. Mange forældre sætter deres yngre børn af på Ozar Hatorah, for at de kan tage en rutebus til andre skoler i området.

#### Skyderierne
Om morgenen omkring kl. 8:00 kørte en mand hen til Ozar Hatorah-skolen på en Yamaha TMAX. Han stod af, og åbnede straks, ild mod skolegården. Det første offer, var en rabbiner og lærer på skolen, der blev skudt uden for skoleporten, da han forsøgte at beskytte sine to unge sønner mod pistolmanden. Pistolmanden skød en af drengene da han kravlede væk, mens hans far og bror lå døende på fortovet. Han gik ind i skolegården, hvor han jagtede folk inde i bygningen. Derinde skød han på personale, forældre og elever. Morderen jagtede en 7-årig pige i gården, hvor han greb hende ved håret og løftede sin pistol for at skyde hende. Pistolen, virkede ikke på tidspunktet, hvorefter Merah skiftede våben fra hvad politiet, identificerede som en 9-mm pistol til en kaliber .45 pistol, og skød pigen, på klods hold i bedehuset. Pistolmanden, steg bagefter på sin scooter og kørte væk.
Politiet afspærrede og evakuerede området. Sikkerheden på skolen blev øget umiddelbart efter skyderiet. Mange jødiske institutioner var allerede under konstant beskyttelse, men som et resultat af terrorangrebet blev gader i Frankrig med jødiske institutioner lukket for trafik. Frankrigs præsident, Nicolas Sarkozy og andre kandidater til præsidentvalget, rejste straks til Toulouse til selve skolen. Valgkampen blev i mellemtiden blev suspenderet. Sarkozy opfordrede til et minuts stilhed i alle skoler dagen efter.
Den 23. marts fortalte præsident Sarkozys spionchef Ange Mancini at Merah ønskede at dræbe en soldat, men ankom for sent og i stedet for angreb en nærliggende jødisk skole.

#### Ofre
Fire døde:
- 30-årige rabbiner Jonathan (Yonatan) Sandler og hans to ældste (ud af tre) børn Aryeh på 6, og Gabriel på 3; og
- skoleinspektørens otteårige datter Miriam Monsonego, som blev skudt i hovedet på klods hold.[43][47][48] Bryan Bijaoui, en 17-årig[49] jødisk dreng, blev alvorligt såret med sår på armen og kroppen.[50] Det var de værste skole-relaterede angreb i Frankrigs historie.[51]

De fire døde blev den 20. marts fløjet fra Toulouse til Paris og derfra til Israel, ledsaget af den franske udenrigsminister Alain Juppé, hvor det blev begravet af familiemedlemmer, på Har HaMenuchot-kirkegården i Jerusalem. De to afdøde børn af Sandler var dobbelt franske-israelske statsborgere, og Sandler, efterlod sig en enke og et overlevende barn.

## Reaktioner
Angrebet blev fordømt af mange regeringer rund om i verdenen. FN fordømte drabene "i de stærkest mulige vendinger."
Det Franske råd for den muslimske tro fordømte også angrebene.
I en tale til unge palæstinensere under en mindehøjtidlighed udtalte EU's højtstående repræsentant Baronesse Ashton, "Når vi tænker på hvad der skete i Toulouse i dag, mindes vi hvad der skete i Norge for et år siden, vi ser hvad der sker i Syrien, og i Gaza og Sderot, og i andre dele af verdenen – vi mindes det, børn og unge der mistede deres liv." Israelske ministre kritiserede skarpt hendes sammenligning med skyderierne i Toulouse med situationen i Gaza. Premierminister Benjamin Netanyahu sagde, "Det er utænkeligt at sammenligne en massakre, og den israelske hærs kirurgiske, defensive aktioner mod dem, som bruger børn som menneskelige skjolde." Lady Ashton sagde at pressens citering af talen var "groft fordrejet" og at hun havde refereret til de israelske ofte i Sderot, men at dette var blevet udeladt fra den oprindelige udskrift.
Den Palæstinensiske myndighed fordømte også angrebene som "racistiske forbrydelser". Palæstinas premierminister, Salam Fayyad, sagde, at terroristerne skal holde op med at retfærdiggøre deres voldshandlinger i Palæstinas navn."

## Efterspillet

### Mulige medskyldig
Mohamed Merahs bror Abdelkader Merah på 29 blev tilbageholdt efter sin brors død og er anklaget for medvirken til mord og terrorhandlinger. Efterforskerne mener, at han hjalp Mohamed med at planlægge drabene. Abdelkaders advokat afviser disse beskyldninger og siger, at presseforlydender om, at Abdelkader udtrykte stolthed i hans brors handlinger var falske, og at han ikke var klar over Mohameds planer.

### Internet-lovforslag
Præsident Sarkozy har foreslået en ny lov, der vil kunne fængsle dem, der gentagne gange besøger websteder, som opfordrer til terror og vold. Ifølge The Times of India, frygter juridiske eksperter, at en sådan lov vil kunne indskrænke ytringsfriheden. Journalister uden grænser anklagede Sarkozy, for at forsøge at skabe et internet-overvågningssystem.

### Yderligere angreb
Den 26. marts blev en 12-årig slået i nakken, da han forlod Ozar Hatorah-skolen i Paris "af unge, som reciterede anti-semitiske slagord". Jødiske grave er blevet vandaliseret i Nice, Frankrig. Daily Mail rapporterede at sådanne angreb havde fundet sted over hele Frankrig. Politiet undersøger e-mail- og telefontrusler modtaget af personalet på skolen i dagene efter angrebene.

### Anholdelse og udvisning af radikale islamister
I hvad der syntes at være, reaktion på drabene af islamisten Mohammed Merah, arresterede politiet 19 formodede militante islamister, under en politi-razzia, der fandt sted i Toulouse og en række andre franske byer. Anholdelserne blev foretaget i forbindelse med gruppen Forsane Alizza, som er en professionel al-Qaeda gruppe, i Frankrig med en række tilhængere i Toulouse, mistænkt for at opildne til vold og terror, ifølge avisen Le Parisien. Ifølge franske medier, synes Merah at have udviklet forbindelser med gruppen, og et regeringsdokument offentliggjort af den franske tv-station M6, præsenterer Merah som "medlem af den islamistiske og radikale bevægelse, kendt for at hjælpe andre militante."
Den franske efterretningstjeneste beslaglagde fem rifler, fire automatvåben og tre Kalasjnikov-rifler samt en skudsikker vest under ransagningerne. Franske embedsmænd sagde, at to radikale islamister er blevet deporteret, og at yderligere tre er blevet udvist. Den franske udenrigsminister, Claude Gueant, sagde at de to deporterede var en malisk imam, der havde prædiket antisemitisme samt bæring af burka, hvilket er forbudt i det offentlige rum i Frankrig, og Ali Belhadad, en algerier, som deltog i angrebet i Marrakech i 1994. To imamer fra Saudi-Arabien og Tyrkiet og en mistænkt tunesisk militant blev også udvist fra Frankrig.
Indenrigsministeren kommenterede "Vi accepterer ikke den islamistiske ekstremisme. Dette er ikke en ny politik... Men efter hvad der skete i Toulouse og Montauban, bliver vi nødt til at være mere på vagt end tidligere." Præsident Sarkozy sagde, at målet var at nægte dem, der ikke deler landets værdier, indrejse i Frankrig og sagde, "Det er ikke kun knyttet til Toulouse. Det er over hele landet. Det er en form for en radikal islamisme" og tilføjede at “at flere mistænkte muslimske ekstremister vil komme frem.” Han sagde, at efter det traumatiske begivenheder i Montauban og Toulouse, vil det blive nødvendigt at "drage nogle konklusioner."
Ifølge en rapport fra Paris, forbød regeringen seks islamiske ledere, indrejse til Frankrig til en muslimsk konference, der forventes at afholdes i Paris.

### Frygten for hævn
I kølvandet på angrebet frygtede mange franske muslimer en stigmatisering af det muslimske samfund, og en stigning i islamofobi. Præsident Sarkozy, advarede også mod at stemple millioner af franske muslimer, fordi at handlingerne var foretaget af en enkelt ekstremist.

## Mohammed Merah
Mohammed Merah (10. oktober 1988 i Toulouse, Frankrig – 22. marts , 2012 i Toulouse, Frankrig) var en fransk-algerisk islamist og terrorist, som begik mord på fire mænd og tre børn i marts 2012. Under forsøg på anholdelse skød og sårede han tre franske betjente. Claude Gueant oplyste på fransk TV d. 21 marts 2012, at man var overbevist om, at Mohammed Merah var skyldig. Merah erkendte til franske medier, at han stod bag mordene, og havde planlagt flere.
Merah blev skudt og dræbt den 22. marts af fransk politi efter 32 timers belejring. Yderlige tre betjente blev såret i aktionen.

### Baggrund
Mohammed Merah var i forvejen kendt af de franske myndigheder, og havde rejst i både Pakistan og Afghanistan. Han blev angiveligt anhold udenfor Kandahar i 2007 og idømt tre års fængsel for forsøg på bombeangreb, men det lykkedes ham at flygte under Talibanangreb på fængslet i juni 2008. Myndighederne i Kandahar benægter dog at have haft ham i deres varetægt.
I 2010 søgte han om optagelse i Fremmedlegionen, men afbrød kontrakten.
Ifølge hans advokat havde han en dom fra februar 2012 for at have kørt i bil uden kørekort.